# Metacity

Metacity ist ein Fenstermanager

Metacity war der Standard-Fenstermanager der Desktop-Umgebung Gnome. Ausgesprochen wird er mit Betonung auf der zweiten Silbe (wie z. B. capacity) und hat nichts mit einer „Über-Stadt“ o. ä. zu tun.
Die Entwicklung von Metacity wurde von Havoc Pennington begonnen, welcher ihn unter der GPL veröffentlichte. Metacity wurde speziell für Gnome programmiert und ist offiziell ein Teil des Gnome-Projekts (wird also nicht unabhängig davon entwickelt).
Vor der Einführung von Metacity in Gnome 2.2 benutzte Gnome erst Enlightenment und dann Sawfish als Fenstermanager. Obwohl Metacity ein Teil des Gnome-Projektes und auf die Integration in dieses ausgelegt ist, benötigt er Gnome nicht, um zu funktionieren, und Gnome kann auch mit anderen Fenstermanagern verwendet werden.
Aktuell wird Metacity nicht mehr aktiv weiterentwickelt. Als Nachfolger wird ab Gnome 3.0 Mutter eingesetzt, welcher allerdings auf Metacity aufbaut. Die Fenstermanager Marco (MATE) und Muffin (Cinnamon) sind ebenfalls Abspaltungen von Metacity und können auch dessen Designs nutzen.

## Meinungsverschiedenheiten
Metacitys Einführung als Standard-Fenstermanager war umstritten. Im direkten Vergleich zu seinen Vorgängern bietet er wenig Konfigurationsmöglichkeiten. Außerdem wird die dem X Window System eigentlich zugrunde liegende Trennung des Fenstermanagers vom System, das die grafische Oberfläche bereitstellt, durch seine Integration in die Desktop-Umgebung unkenntlich gemacht. Metacity wird in Gnome kaum namentlich erwähnt und die klassischen Aufgaben eines Fenstermanagers, wie Tastenkombinationen und das Zeichnen der Fensterrahmen, sind in den allgemeinen Einstellungen „versteckt“.
Dies entspricht jedoch genau der Philosophie, die Metacity (und Gnome im Allgemeinen) zugrunde liegt. Im Vordergrund stehen einfache, intuitive Bedienbarkeit und Übersichtlichkeit. Sein Entwickler Havoc Pennington beschreibt ihn selber als „langweiligen Fenstermanager für den Erwachsenen in dir“.
Kritiker entgegnen, dass Metacity die Flexibilität und die Kontrolle, die mit Unix-Anwendungen verbunden wird, geopfert hat.
Dieser Mangel an Flexibilität hat zur Entwicklung solcher Projekte wie Devil’s Pie und Brightside geführt, die jeweils Funktionen seiner Vorgänger („matching windows“ von Sawfish und „edge flipping“ von Enlightenment) vermissten und diese (sowie weitere) nun wieder zur Verfügung stellen.